# Лісна вулиця (Київ, Оболонський район)
Лісна́ вулиця — вулиця в Оболонському районі міста Києва, селище Пуща-Водиця. Пролягає від Міської до Селянської вулиці.
Прилучаються вулиці 1-ша лінія, 2-га лінія, 3-тя лінія, 4-та лінія, 5-та лінія, 6-та лінія, 7-ма лінія, 9-та лінія, 10-та лінія, 11-та лінія та 13-та лінія.

## Історія
Вулиця вперше згадується у документах 20-х років XX століття під такою ж назвою.

## Установи та заклади
- № 28 СЗШ № 104 ім. О. Ольжича;
- № 30 Інститут радіоційної гігієни та епідеміології.